# Zinc (Arkansas)
Zinc è un comune degli Stati Uniti d'America, situato in Arkansas, nella contea di Boone.
La popolazione è di circa 100 abitanti. Il comune è noto per essere una delle sedi del gruppo di estrema destra del Ku Klux Klan.